# Апелациона јавна тужилаштва Републике Србије
Апелациона јавна тужилаштва су јавна тужилаштва у Републици Србији и оснивају се за подручја подручје апелационих судова. Виша јавна тужилаштва могу имати одељење ван свог седишта, као и посебно одељење која се образују за гоњење одређеног кривичног дела. Апелациона јавна тужилаштва су непосредно више јавно тужилаштво за виша јавна тужилаштва, док је Врховно јавно тужилаштво непосредно више јавно дужилаштво за апелациона јавна тужилаштва.
Апелационих јавних тужилаштава у Србији има 4, без апелационих судова за територију Косова и Метохија.

## Надлежности
Апелационо јавно тужилаштво надлежно је да поступа пред апелационим судом и другим судом и органом на начин прописан законом, као и да прати и усмерава основно и више јавно тужилаштво са свог подручја с циљем уједначеног поступања. Апелационо јавно тужилаштво у седишту Привредног апелационог суда надлежно је да поступа и пред тим судом.
Стварна надлежност јавног тужилаштва одређује се у складу са одредбама закона које важе за утврђивање стварне надлежности суда, осим ако законом није друкчије одређено. Док се месна надлежност јавног тужилаштва одређује у складу са законом којим се уређују седишта и подручја јавних тужилаштава.

## Списак апелационих јавних тужилаштава
Апелациона јавна тужилаштва су:
- Апелационо јавно тужилаштво у Београду, за подручје Апелационог суда у Београду
- Апелационо јавно тужилаштво у Крагујевцу, за подручје Апелационог суда у Крагујевцу
- Апелационо јавно тужилаштво у Нишу, за подручје Апелационог суда у Нишу
- Апелационо јавно тужилаштво у Новом Саду, за подручје Апелационог суда у Новом Саду